# 小野浩二
小野 浩二（おの こうじ、1975年4月25日 - ）は日本の実業家、エステティシャン。一般社団法人日本スキンケア協会代表理事。株式会社シードリーム代表取締役。新潟県村上市出身。
愛称はエステ王子。
2008年日本エステティック協会 35周年記念エステティックコンテスト全国大会で優勝。

## 役職
- 株式会社シードリーム 代表取締役
- 日本スキンケア協会 代表理事
- 日本ダイエット健康協会 理事
- 日本ビューティコーチング協会 理事

## 著書
- 『接客・会話 5つの魔法』BABジャパン ISBN 978-4814202874
- なぜ、一流の男は肌を整えるのか?
- 人気サロンに学ぶなぜかまた会いたくなる魔法のカウンセリング
- ダイエット大学の教科書
- 24時間美肌生活
- エステ王子の指1本小顔マッサージ
- 即効「小顔」術
- エステメニューに生かすオリジナルテクニック
- 誰も教えてくれない「エステサロン」の始め方・儲け方
- 利益を生み出す客単価アップの技術
- エステ王子の指一本で即効！勝負顔
- 基礎から学べる!!ダイエットの教科書
- サロンで使える実践フェイシャルテクニック
- 「美容」と「姿勢改善」のトータルケア 美姿勢筋トリートメント

## DVD
- サロンでスグに使える フェイシャルテクニック入門
- サロンでスグに使える ヘッドトリートメント入門
- 美しい姿勢と筋肉がキレイをつくる 美勢筋トリートメント
- リフトアップフェイシャル&ヘッドトリートメントテクニック
- 顧客タイプ別カウンセリング法 ～施術院では導入されていない3つの極意～
- エステ王子の美脚&ウエスト・二の腕スリミングトリートメント
- 美しい姿勢と筋肉がキレイをつくる 美勢筋トリートメント